# 8e régiment d'infanterie de marine
Le 8e régiment d'infanterie de marine (8e RIMa) est une unité de l'armée française. Créé en 1890 à Toulon, il porte de 1901 à 1923 le nom de 8e régiment d'infanterie coloniale (8e RIC). Dissous en 1923, le 8e RIC est recréé en 1956 en Algérie. Il reprend en 1958 son nom de 8e régiment d'infanterie de marine, avant d'être dissous en 1962. Le 8e RIMa est réactivé comme régiment de réserve de 1970 à 1998 dans la zone de Marseille.

## Création et différentes dénominations
- 1er mars 1890 : création du 8e régiment d'infanterie de marine.
- 1901 : Prend l'appellation de 8e régiment d'infanterie coloniale.
- 1914 : À la mobilisation, il donne naissance au 38e régiment d'infanterie coloniale
- 1923 : devient 8e régiment de tirailleurs coloniaux
- 1956 : recréation du 8e régiment d'infanterie coloniale
- 1958 : prend l'appellation de 8e régiment d'infanterie de marine
- 1962 : dissous
- 1970 : recréation du 8e régiment d'infanterie de marine (régiment de réserve).
- 1998 : dissolution.

## Chefs de corps
- 1890 : colonel Pierre De Badens
- 1891-1892: colonel Dodds
- 1902-1904 : colonel Marchand
- 1906-1908 : colonel Caudrelier[réf. nécessaire]
- 1959-1961: lieutenant-colonel puis colonel Portal
- 1975-1978 : colonel Haentjens
- 1798-1982 : lieutenant-colonel Boissinot
- 1982-1984 : lieutenant-colonel Pione
- 1984-1987 : lieutenant-colonel Latron
- 1987-1990 : lieutenant-colonel Scheaffer
- 1990-1993 : colonel Clerc
- 1993-1995 : colonel Focke
- 1995-1998 : colonel Coupigny

## Histoire

### Jusqu'à la Première Guerre mondiale

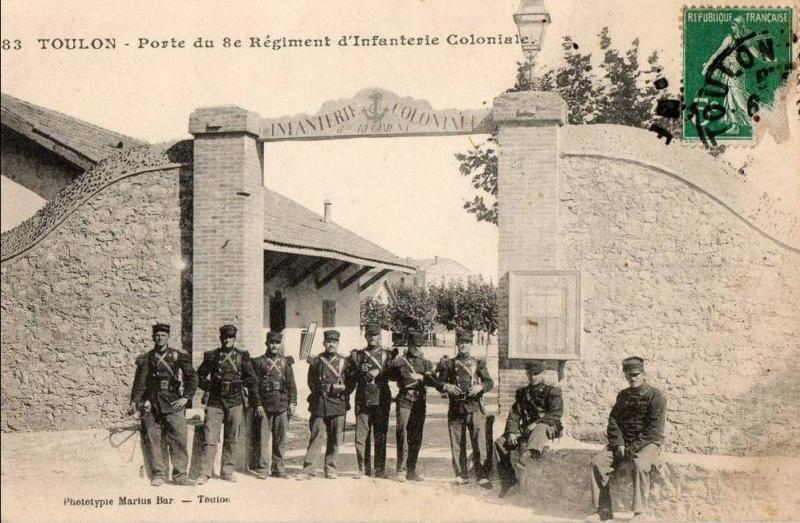
Entrée de la caserne du 8e RIC à Toulon dans les années 1900.

Le 1er avril 1890[réf. nécessaire], le 8e RIMa est créé à Toulon et reçoit son drapeau. Il est créé par filiation des régiments d'infanterie de marine qui l'ont précédé et dont il est issu, c'est-à-dire du 3e régiment d'infanterie de marine et le 4e régiment d'infanterie de marine.
Le régiment est un régiment de transit, ou amphi-garnisons, qui envoie des détachements aux autres unités déployées dans l'Empire colonial français. Le régiment est présent en Crète (occupation de la Crète en 1897) et au Maroc jusqu'en 1914.
Renommé 8e régiment d'infanterie coloniale le 14 janvier 1901, le régiment conserve ses missions.
En 1914, le régiment est en casernement à Toulon, avec un bataillon à Brignoles.

### La Première Guerre mondiale

#### Rattachement
- 4e brigade coloniale de la 2e division d'infanterie coloniale d'août 1914 à novembre 1916.
- 16e division d'infanterie coloniale de novembre 1916 à novembre 1918.

#### 1914
La mobilisation du 31 juillet 1914 rassemble sous le drapeau du 8e RIC les soldats coloniaux ainsi que pour moitié des réservistes. Le régiment est engagé en Août en Belgique où il prend part aux combats de Saint-Vincent le 20 août, puis aux Combats de Rossignol le 22 août. Après la décision du général Joffre d'arrêter l'ennemi sur la Marne, le régiment est engagé dans la bataille de la Marne le 6 septembre, au travers des combats de la Cote 153 à Matignicourt-Goncourt. Le régiment repousse finalement les troupes allemandes à Luxémont et s'illustre le 13 septembre à Valmy.
Le régiment s'établit par la suite autour du village de Massiges dans une guerre de position, jusqu'à la reprise de l’offensive en Champagne, dans les combats de la ferme de Beauséjour le 20 décembre et ceux de la tranchée de la Verrue le 28 décembre.

#### 1915
Le 3 février, le 8e RIC est engagé dans les combats de la Main de Massiges et fait face à la contre-attaque allemande le 8 février. S'ensuit des combats violents au Fortin de Beauséjour entre le 23 et le 27 février. Suivra la seconde bataille de Champagne le 25 septembre et la contre-attaque allemande du 4 novembre.

#### 1916
Très éprouvé par les batailles en Champagne, le 8e RIC, réorganisé, rejoint le front de la bataille de la Somme et prend part aux combats de Frise entre le 29 janvier et le 2 février. Il maintiendra cette position par la suite et s'emparera de tous ses objectifs entre le 1er et le 4 juillet autour du village de Flancourt. En décembre, le régiment est recomplété à La Valbonne. Après un bref passage à Toulon, d'où il est parti trois ans plus tôt, il s'embarque pour Salonique.

#### 1917
Le 16 mars, dans la région de Monastir, les coloniaux sont engagés dans l'attaque de Kir-Kina puis dans la boucle de Cerna. Le régiment en par la suite engagé le 9 mai dans la Bataille de la cote 1248 : (Piton Rocheux), (Piton Jaune).

#### 1918
Le 18 septembre, le front bulgare est enfoncé et le régiment prend part à la Bataille de Skra-di-Legen jusqu'au 30 septembre.
Les fronts de France et d'Orient sont jalonnés par les tombes de 127 officiers, 431 sous-officiers et 5720 caporaux et soldats du 8e RIC.
Pour l'ensemble de la première guerre mondiale, le régiment a reçu la croix de guerre 1914-1918 avec une palme.

### L'entre-deux-guerres
Après avoir repris sa garnison à Toulon, le 8e RIC est transformé le 1er mai 1923 en 8e régiment de tirailleurs coloniaux et dirigé en juin sur le Maroc où se déroule la guerre du Rif.

### La Guerre d'Algérie
Le 13 avril 1956, le 8e RIC est recréé en vue de participer aux opérations de maintien de l'ordre en Afrique du Nord. De mai 1956 à 1959, le régiment participe à de très nombreuses opérations dans le secteur d'Aïn-Témouchent et dans l'Ouarsennis. Le 1er décembre 1958, il reprend son ancienne appellation de 8e régiment d'infanterie de marine et rejoint la frontière marocaine dans le secteur d'Aïn-Séfra. En 1961 et 1962, le 8e RIMa va combattre dans le secteur de Marina, Sebdou et dans l'ouest Oranais.
Sont morts au champ d'honneur 4 officiers, 17 sous-officiers et 68 caporaux et soldats du 8e RIMa pendant la durée du conflit.

### Le8eRIMa, régiment de Marseille

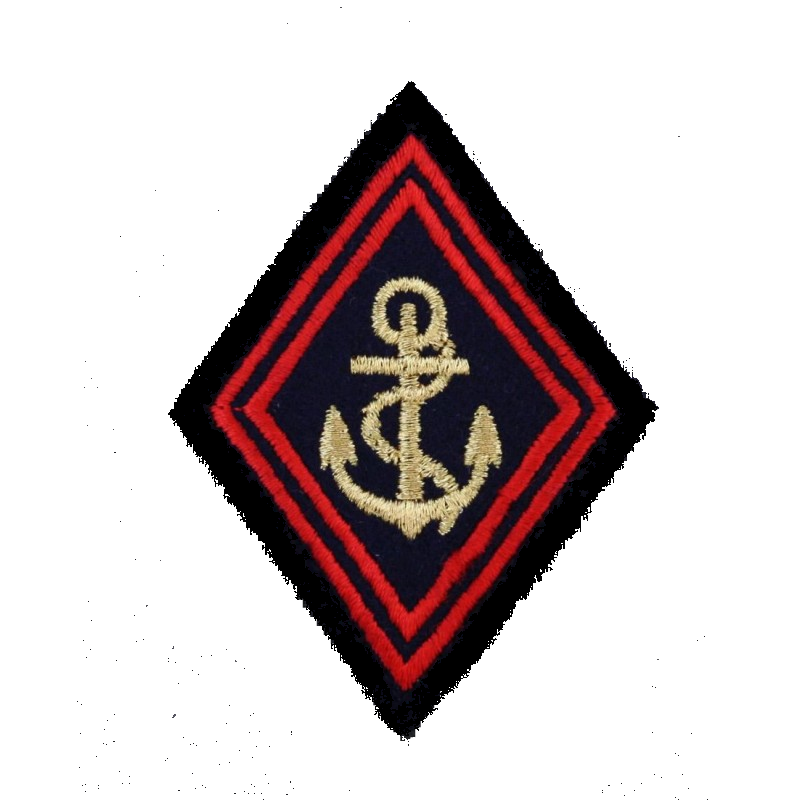
Losange de manche des personnels officiers ou sous-officiers des troupes de marine

À partir de 1963, les traditions du 8e RIMa sont liées à la ville de Marseille, d'abord comme compagnie, puis bataillon de garnison. Enfin, en 1970, le régiment est reconstitué sous forme de régiment de réserve. Il reçoit son drapeau le 15 mars 1975 des mains du général Bigeard et est stationné au centre mobilisateur no 27 à Tarascon. Il est constitué de cadres de réserve du Gard, des Bouches-du-Rhône et du Vaucluse. Il a vocation à intervenir sur le secteur industrio-portuaire de Marseille-Fos. Il sera dissous en 1998 et ses cadres de réserve seront rattachés aux régiments d'active avoisinant.

## Drapeau du régiment
Il porte, cousues en lettres d'or dans ses plis, les inscriptions suivantes:
- Podor 1854
- Sébastopol 1854-55
- Saïgon 1859
- Ki-Hoa 1861
- Lang-Son 1884
- Tuyen-Quan 1885
- La Marne 1914
- Monastir 1917
- AFN 1952-1962

Les 6 premiers noms de batailles rappellent les 3e et 4e RIMa.

## Décorations
- Sa cravate est décorée de la croix de guerre 1914-1918 avec 1 palme (citation à l'ordre de l'armée)

## Traditions
La fête des troupes de marine
Elle est célébrée à l'occasion de l'anniversaire des combats de BAZEILLES. Ce village qui a été 4 fois repris et abandonné sur ordres, les 31 août et le 1er septembre 1870.
Et au Nom de Dieu, vive la coloniale
Les Marsouins et les Bigors ont pour saint patron Dieu lui-même. Ce cri de guerre termine les cérémonies intimes qui font partie de la vie des régiments. Son origine est une action de grâce du Révérend Père Charles de Foucauld, missionnaire, voyant arriver à son secours les unités coloniales un jour où il était en difficulté avec une tribu locale.

## Personnalités ayant servi au8eRIMa
- Joseph Aymerich (1858-1937), comme capitaine en 1890 et en 1893, comme chef de bataillon en 1897
- Jean-Baptiste Marchand (1863-1934), militaire et explorateur français, nommé chef de corps du régiment en 1902
- Edgard Imbert (1873-1915), militaire et photographe amateur, au régiment comme sous-lieutenant en 1899, comme lieutenant en 1908 puis comme capitaine de 1914 à sa mort en 1915
- Paul Fiolle (1887-1916), chirurgien, romancier et médecin aide-major du 2e bataillon tué à Herbécourt le 3 juillet 1916. Son nom est inscrit au Panthéon parmi les 560 écrivains morts au combat pendant la Première Guerre mondiale.
- Joseph Tardieu (1889-1941), résistant français, Compagnon de la Libération
- Pierre Poletti (1894-1971), résistant français, Compagnon de la Libération
- Battling Siki (1897-1925), champion du monde de boxe poids mi-lourds en 1922, incorporé comme soldat en 1914

## Sources et bibliographie
- Erwan Bergot, La coloniale du Rif au Tchad 1925-1980, imprimé en France : décembre 1982, n° d'éditeur 7576, n° d'imprimeur 31129, sur les presses de l'imprimerie Hérissey.
- Historique du 8me Rég[im]ent d'infanterie coloniale pendant la Grande guerre, 1914-1919, Toulon, Impr. Mouton et Combes, 1920, 190 p., lire en ligne sur Gallica.
- Paul Fiolle (préf. Georges Dumas), La Marsouille, Paris, Payot, 1917, 254 p. (lire en ligne)